# Az első világháború fontosabb személyiségei

## Fontosabb személyek

### Uralkodók
- I. Ferenc József magyar király (németül: Franz Joseph von Österreich; csehül: František Josef; lengyelül: Franciszek Józef; horvátul: Franjo Josip; szlovénül: Franc Jožef; szlovákul: František Jozef; olaszul: Francesco Giuseppe; románul: Francisc Iosif; szerbül: Франц Јозеф; ukránul: Франц Йосиф; latinul: Franciscus Iosephus; Bécs, 1830. augusztus 18. – Bécs, 1916. november 21.) osztrák főherceg, 1848-tól haláláig osztrák császár, 1867-től Magyarország megkoronázott apostoli királya, Erzsébet császárné és királyné özvegye. 68 éven át uralkodott, ő volt a Habsburg Monarchia leghosszabb ideig ténylegesen hatalmon lévő uralkodója, egyben Európa történetének harmadik leghosszabb ideig uralkodó monarchája (XIV. Lajos francia király és II. János liechtensteini herceg után). Irányítása alatt az 1850-es–60-as években az Osztrák Császárság súlyos katonai és politikai veszteségeket szenvedett, a szárd háború és porosz–osztrák háború nyomán elveszítette vezető szerepét a német államok között, és le kellett mondania itáliai tartományairól is. Ezek a vereségek kényszerítették ki a Magyarországgal való kiegyezést, a központosított birodalmi kormányzat dualista rendszerré való átalakítását.
- IV. Károly magyar király (Persenbeug, Ausztria, 1887. augusztus 17. – Funchal, Madeira szigete, 1922. április 1.), teljes nevén Karl Franz Josef Ludwig Hubert Georg Maria von Habsburg-Lothringen a Habsburg–Lotaringiai-ház utolsó uralkodója, 1916 és 1918 között I. Károly néven a Habsburg Birodalom és egyben az Osztrák Császárság[1] utolsó császára és IV. Károly néven az utolsó magyar király. Két évi uralkodása után Ausztriát és Magyarországot köztársasággá kiáltották ki. Nem mondott le, de az új államformát elfogadta, mely az eckartsaui nyilatkozatban olvasható. 1921-ben két alkalommal is megpróbált visszatérni a trónra, sikertelenül.
- I. Albert belga király (1875. április 8. – 1934. február 17.), Belgium harmadik királya. Születésekor az Albert Léopold Clément Marie Meinrad nevet kapta. Fülöpnek, Flandria hercegének második fia volt. Nagybátyjának, II. Lipót belga királynak halála után, legközelebbi hozzátartozójaként örökölte a trónt. Nagyapja, I. Lipót volt a független Belgium első uralkodója.
- I. Ferdinánd bolgár cár (Bécs, 1861. február 26. – Coburg, 1948. szeptember 10.), ragadványneve: a Balkán rókája, bolgárul: Фердинанд I Сакскобургготски, németül: Ferdinand I. von Sachsen-Coburg und Gotha, Bulgária hercege (fejedelme), majd királya (cárja). II. Simeon bolgár cár nagyapja és II. Ferdinánd portugál király unokaöccse, Koháry Antónia hercegnő unokája. A Wettin-dinasztia Szász–Coburg–Gothai ágából származott, és a Szász-Coburg-Gotha-ház bolgár ágának megalapítója.[2] A római katolikus vallást követte a születésétől 1896-ig, és gyermekeit is országa hagyományának megfelelően ortodox vallásúnak kereszteltette meg.
- V. György brit király (eredeti nevén: George Frederick Ernest Albert Windsor, vagyis Windsori György Frigyes Ernő Albert, London, 1865. június 3. – London, 1936. január 20. ) 1910 és 1936 között Nagy-Britannia uralkodója, a Windsor-ház tagja.
- I. Péter szerb király (Belgrád, 1844. június 29. – Belgrád, 1921. augusztus 16.), szerbül: Петар I Карађорђевић, latin betűkkel: Petar I Karađorđević, Szerbia királya, 1918-tól a Szerbek, Horvátok és Szlovének királya. A Karagyorgyevics-ház (szerbül: Карађорђевић, illetőleg Karađorđević) tagja.
- I. Sándor jugoszláv király (Cetinje, Montenegró, 1888. december 16.[3] – Marseille, Franciaország, 1934. október 9.), a Szerbek, Horvátok és Szlovének második királya, 1929-től Jugoszlávia első királya. A Karađorđević (Karagyorgyevics)-ház tagja.
- II. Vilmos német császár, teljes nevén Friedrich Wilhelm Viktor Albert von Preußen (Potsdam, Németország, 1859. január 27. – Doorn, Hollandia, 1941. június 4.), 1888. június 15. és 1918. november 9. között a Német Birodalom császára és Poroszország királya, a Hohenzollern-ház tagja, Viktória brit királynő unokája. A széles érdeklődési körrel rendelkező uralkodó szívesen foglalkozott a művészetekkel, de élénken érdeklődött gazdasági és katonai kérdések iránt is. Nagy szerepe volt a német fegyverkezésben, különösen az Alfred von Tirpitz tengernagy irányította flottaprogram érdekelte. Erős akaratú lévén meghatározó akart lenni a külpolitika irányításában is, de heves természete és meggondolatlan kijelentései számtalan konfliktust eredményeztek. Uralkodásának elején összetűzött Bismarck-kal, akit 1890-ben menesztett. Theobald von Bethmann-Hollweg 1909-es kancellári kinevezéséig személyes kormányzást gyakorolt. Sok más meggondolatlan lépése mellett a leginkább szemére vetett hibája az volt, amikor 1914-ben az orosz mozgósításra válaszul belépett a háborúba. Sokan őt teszik felelőssé az első világháború kirobbanásáért. Az összeomlás idején a főhadiszálláson tartózkodott, majd a németországi forradalom hírére lemondott trónjáról, és Hollandiába menekült. Idős korában többször is kifejezte hazatérési szándékát, de azt mindig elutasították.
- III. Viktor Emánuel olasz király (Nápoly, 1869. november 11. – Alexandria, Egyiptom, 1947. december 28.), olasz királyi herceg, 1878-tól az Olasz Királyság trónörököse, 1900. július 29-től 1946-os lemondásáig Olaszország királya, 1939–1943 között Albánia királya, 1936–1941 között Etiópia császára, továbbá Ciprus, Jeruzsálem és Örményország címzetes királya. A Savoyai-ház tagja.
- II. Miklós orosz cár (oroszul: Николай II; teljes neve Nyikolaj Alekszandrovics Romanov, Николай Александрович Романов; Szentpétervár, 1868. május 8./19. – Jekatyerinburg, 1918. július 4./17.) Oroszország cárja, Lengyelország királya, és Finnország nagyhercege. 1917-ben lemondott a trónról, és ezzel Oroszországban megszűnt a monarchia. 1918-ban a bolsevikok kivégezték családjával együtt Jekatyerinburgban; 2000. augusztus 14-én az Orosz ortodox egyház szentté avatta őt és családját.
- V. Mehmed oszmán szultán (Konstantinápoly, 1844. november 2. – Konstantinápoly, 1918. július 3.) 1909-től haláláig[4] az Oszmán Birodalom szultánja volt. Bár jó szándékú személy volt, uralkodása tragikus módon egybeesett az Oszmán Birodalom teljes felbomlásával és akarata ellenére az első világháborúban való részvétellel is.
- VI. Mehmed oszmán szultán (Konstantinápoly, 1861. január 14. – Sanremo, 1926. május 16.) másképp: Mehmed Vahdettin vagy Mehmed Vahideddin, az Oszmán Birodalom utolsó szultánja volt 1918 és 1922 között. Lemondatása után alakult meg a Török Köztársaság Kemal Atatürk vezetése alatt.
- I. Károly román király, eredeti nevén Karl Eitel Friedrich Zephyrinus Ludwig von Hohenzollern-Sigmaringen (Sigmaringen, 1839. április 20. – Sinaia, 1914. október 10.) német herceg volt. 1866-ban Románia fejedelmévé választották, 1881-ben pedig királlyá koronázták. 1883-ban titkos szövetséget kötött Németországgal és az Osztrák–Magyar Monarchiával. Jelentős érdemei vannak Románia iparának, pénzügyi intézményeinek és hadseregének modernizálásában. Németbarát beállítottsága ellenére nem sikerült elérnie Románia hadbalépését a központi hatalmak oldalán az első világháborúban.
- I. Ferdinánd román király (németül: Ferdinand Viktor Albert Meinrad von Hohenzollern-Sigmaringen; Sigmaringen, 1865. augusztus 24. - Bukarest, 1927. július 20.) 1914-től Románia királya. Ugyan a német Hohenzollern-házból származott és hitt a németek erejében, az első világháborúban mégis az antanthoz csatlakozott.

### Politikusok
- Moritz Auffenberg von Komarów németül: Moritz Freiherr von Auffenberg, Graf von Komarów (Troppau, Csehország, 1852. május 22. – Bécs, 1928. május 18.) a Császári és Királyi Hadsereg gyalogsági tábornoka, majd az Osztrák–Magyar Monarchia hadügyminisztere volt. Az első világháború kitörésekor a 4. hadsereg vezetésével bízták meg. Franz Conrad von Hötzendorf vezérkari főnök parancsát követve az addig sikeres Auffenberg jelentős veszteségeket szenvedett. Hötzendorf a saját hibáját Auffenbergre hárította, akit ezért eltávolítottak 4. hadsereg éléről. 1915-ben korrupcióval gyanúsították meg. Bár az ellene indított eljárás végén felmentették, de az ügy véget vetett katonai karrierjének. 1928. május 18-án hunyt el Bécsben.
- Leopold von Berchtold (teljes német nevén Graf Leopold Anton Johann Sigismund Josef Korsinus Ferdinand Berchtold von und zu Ungarschütz, Frättling, und Püllütz, magyarul:  Gróf Berchtold Lipót, csehül: Leopold hrabě Berchtold z Uherčic) (Bécs, 1863. április 18. – Peresznye, 1942. november 21.). Osztrák nagybirtokos, diplomata, az első világháború kitörése idején az Osztrák–Magyar Monarchia közös külügyminisztere.
- Burián István (Stomfa, 1851. január 16. – Bécs, 1922. október 20.) magyar diplomata, politikus, az Osztrák–Magyar Monarchia közös külügy- és közös pénzügyminisztere.
- Tisza István (dr., Dr.), teljes nevén: Tisza István Imre Lajos Pál (Pest,[5] 1861. április 22. – Budapest, Herminamező, 1918. október 31.)[6] politikus, miniszterelnök, az MTA tagja. A nevéhez kapcsolódó két legismertebb esemény az Osztrák–Magyar Monarchia háborúba lépése második miniszterelnöksége idején, s az ellene elkövetett gyilkosság az őszirózsás forradalom napján, 1918. október 31-én. Politikusként az osztrák-magyar dualista rendszer (a monarchia) fenntartásának híve, s az akkoriban elterjedt „liberális-konzervatív konszenzus” képviselője volt. Egyszerre volt meggyőződéses híve a joguralomnak, a parlamentarizmusnak és az alkotmányosságnak, ugyanakkor az arisztokrácia és a dzsentri vezető szerepének s a korlátozott szavazati jog fenntartásának, mert úgy vélte, ez utóbbiak révén maradhat csak fenn a nemzeti kisebbségekkel szemben a magyar szupremácia, a hagyományos társadalmi rend és kultúra.
- Apponyi Albert (Bécs, 1846. május 29. – Genf, 1933. február 7.) politikus, miniszter, belső titkos tanácsos, nagybirtokos, a Magyar Tudományos Akadémia tagja. Jászberény város aranymandátumos képviselője. Az 1920-as párizsi békekonferencián a magyar delegáció vezetője volt. Különböző magyarországi egyetemek, tudósok, illetve politikai csoportok 1911-32 között ötször jelölték Nobel-díjra, ám nem tüntették ki.[7] Akadtak azonban bírálói is, főként külföldön,[8] de Magyarországon is.[9] A kortársak a "Legnagyobb élő magyar" névvel illették.
- Horthy Miklós (Kenderes, 1868. június 18. – Estoril, Portugália, 1957. február 9.) az Osztrák–Magyar Haditengerészet tengerésztisztje, 1909–1914 között Ferenc József szárnysegédje, ellentengernagyként a flotta utolsó főparancsnoka volt. Az uralkodó a világháború végén altengernaggyá léptette elő. Az első világháborút követő proletárdiktatúra összeomlása után megszilárdította az államhatalmat. 1920. március 1-jétől 1944. október 16-áig ő volt a Magyar Királyság kormányzója. Portugáliai emigrációban halt meg 1957-ben. 1993. szeptember 4-én temették újra Kenderesen.
- Károlyi Mihály (Budapest, 1875. március 4. – Vence, Franciaország, 1955. március 19.) politikus, miniszterelnök, az első magyar köztársasági elnök, emigráns baloldali, másfél évig a Rákosi-rezsim „útitársa” volt. Gróf Károlyi Gyula miniszterelnök unokatestvére konzervatív arisztokratából vált radikális demokratává és ellenzéki politikusként a Monarchiában fennálló rendszer kérlelhetetlen kritikusává, majd az őszirózsás forradalom és az első magyar polgári demokrácia vezetőjévé, emigrációba vonulva pedig a kisantant, majd a sztálinista Szovjetunió munkatársává. A második világháború után több évtizedes emigrációból hazatérve rövid ideig nagykövet volt, de Rajk László letartóztatásának hatására ismét emigrációba vonult. Bírálói „vörös grófként” szokták említeni. A Horthy-korszak idején Franciaországban élt. 1949-től haláláig emigrációban élt.
- Jan Christian Smuts (Malmesbury, 1870. május 24. – Irene, Dél-Afrika, 1950. szeptember 11.) jelentős dél-afrikai és nemzetközösségi államférfi, katonai vezető és filozófus. Számos egyéb kormányzati megbízatás mellett 1919 és 1924, majd 1939 és 1948 között a Dél-Afrikai Unió miniszterelnöke volt. Az első és a második világháborúban is az Egyesült Királyság marsalljaként (angolul field marshall) teljesített szolgálatot.
- Thomas Woodrow Wilson (Staunton, Virginia, 1856. december 28. – Washington, 1924. február 3.) az Amerikai Egyesült Államok 28. elnöke volt. Skót-ír származású családba született. Tanárként kezdett dolgozni, majd a politika felé fordult. 1913–1921 között töltötte be az Egyesült Államok elnöki posztját. Munkásságáért 1919-ben Nobel-békedíjat kapott.
- Herbert Asquith (1852. szeptember 12. – 1928. február 15.) Oxford és Asquith 1. grófja, államférfi, az Egyesült Királyság miniszterelnöke 1908-tól 1916-ig három cikluson. át.
- Winston Churchill (Woodstock (Oxfordshire) (Blenheim kastély), 1874. november 30. – London, 1965. január 24.) brit politikus, miniszterelnök 1940–1945 és 1951–1955 között. Kiemelkedő képességű államférfi, szónok és stratéga, a brit hadsereg tisztje. Élete egyedülálló számú és mélységű kutatás tárgya a brit és világtörténelemben betöltött szerepe miatt. Rendkívül termékeny író, történelmi tárgyú írásainak elismeréseként az irodalmi Nobel-díj birtokosa (1953).[10] Katonai pályafutása során Churchill harcolt a malakandi hadseregben az északnyugati határvidéken (India és Afganisztán határán), Szudánban az omdurmáni csatában és Dél-Afrikában a második búr háborúban. Ebben az időben komoly ismertségre és hírnévre tett szert helyszíni tudósítóként. A politikai élet élvonalában eltöltött hatvan év során számos politikai és kormányzati pozíciót birtokolt. Az első világháború előtt kereskedelmi, majd belügyminiszterként szolgált liberális kormányokban. A háború idején több minisztériumot is irányított, így az Admiralitás Első Lordja, hadfelszerelési miniszter, hadügyminiszter és légügyi miniszter is volt. Rövid ideig katonaként is szolgált a nyugati fronton, ahol a Királyi Skót Lövészek 6. zászlóalját vezette. A két világháború között pénzügyminiszteri tisztséget viselt. A második világháború kitörése után Churchillt ismét kinevezték az Admiralitás Első Lordjává. Neville Chamberlain lemondását követően, 1940 májusában az Egyesült Királyság miniszterelnöke lett, és ő vezette a tengelyhatalmak legyőzésére irányuló brit erőfeszítéseket. Beszédei óriási mozgósító erőt jelentettek a szövetséges erők és a brit lakosság számára egyaránt. 1945-ben, az elvesztett általános választások után az ellenzék vezére lett. 1951-ben ismét miniszterelnök lett, majd 1955-ben végleg visszavonult. Halála után állami temetésben részesült, amelyen rendkívül nagy számban vettek részt a világ vezető politikusai.
- Herbert Kitchener (1850. június 24., Gunsborough – 1916. június 5., Orkney-szigetek közelében) az egyik legismertebb brit katonatiszt az angol gyarmatosítás korából, a XIX. század utolsó harmadában szinte minden fontosabb, Nagy-Britanniát érintő konfliktusban részt vett.
- David Lloyd George (1863. január 17. – 1945. március 26.) brit államférfi, aki az első világháború és a háború utáni rendezés során 1916–1922 között liberális párti miniszterelnökként vezette Nagy-Britanniát és a Brit Birodalmat. A versailles-i békeszerződést az Egyesült Királyság képviseletében ő írta alá. 1922-es bukásának közvetlen oka a Chanak krízis volt.
- Aristide Briand (Nantes, 1862. március 28. – Párizs, 1932. március 7.) Franciaország miniszterelnöke volt (hat ciklus alatt) tizenegy alkalommal. 1906 és 1932 között 26 miniszteri tisztséget töltött be. Miniszterelnöksége alatt, 1921. június 7-én hagyta jóvá a francia parlament a trianoni békeszerződést, amelyet Briand ellenérzései ellenére maga is megszavazott. 1926-ban a nemzetközi együttműködés, a Népszövetség és a világbéke érdekében tett erőfeszítéseire való tekintettel Gustav Stresemann német politikussal közösen elnyerte a Nobel-békedíjat.
- Georges Clemenceau (Mouilleron-en-Pareds, (Vendée), 1841. szeptember 28. – Párizs, 1929. november 24.) francia politikus volt, az ország miniszterelnöke az első világháború befejezése idején, a versailles-i békeszerződés – és a Magyarországot feldaraboló trianoni békeszerződés – egyik fő tető alá hozója.
- Alexandre Millerand (Párizs, 1859. február 10. – Versailles, 1943. április 7.) francia jogász, államfő és Franciaország miniszterelnöke volt. Elnökként, alkotmánymódosítással akarta elérni az elnöki jogkör kiterjesztését. Az ő miniszterelnöksége alatt íratták alá a magyar féllel a trianoni békeszerződést. Millerand a kísérőlevele, amely sok illúzióra, félreértésre és félremagyarázásra adott okot felcsillantotta az ultimátumszerű békeszerződés esetleges revíziójának lehetőségét.
- Raymond Poincaré (Bar-le-Duc, 1860. augusztus 20. – Párizs, 1934. október 15.) francia államfő és több alkalommal Franciaország miniszterelnöke volt. 1912-ben miniszterelnökként jelentősen meghatározta azt a politikai irányvonalat, amit a későbbiekben Franciaország követett. Az első világháború alatt ő töltötte be az elnöki tisztséget.
- Theobald von Bethmann-Hollweg (Hohenfinow, 1856. november 29. – Hohenfinow, 1921. január 1.) német politikus és a Német Birodalom 5. kancellárja volt az 1909-től 1917-ig terjedő időszakban. A közigazgatás területén jó képességekkel rendelkezett, a kormányzást illetően nem.
- Gottlieb von Jagow (Berlin, 1863. június 22. – Potsdam, 1935. január 11.) a Német Birodalom külügyminisztere volt az 1913-tól 1916-ig terjedő időszakban. Megjósolta mind Nagy-Britannia, mind az Egyesült Államok belépését az első világháborúba.
- Friedrich Ebert (Heidelberg, 1871. február 4. – Berlin, 1925. február 28.) szociáldemokrata politikus, a Német Birodalom és a Weimari Köztársaság közötti átmeneti időszakban német kancellár, majd a köztársaság első elnöke volt. Az első világháború után elnökként számos nehézséggel találta magát szemben. Előbb a kommunisták ellen kellett küzdenie, majd a versailles-i békeszerződés miatt jelentősen visszaesett a pártja támogatottsága. A Kapp-puccs megakadályozta abban, hogy rendezze a szociáldemokraták hadsereggel való viszonyát és a Ruhr-válság újabb problémákat okozott számára. A problémákon végül (legalább részben) úrrá lett, de a folyamatos, ellene intézett politikai támadásoknak jelentős szerepe van abban, hogy fiatalon, 54 éves korában elhunyt.
- Karl Liebknecht (Német Birodalom, (Leipzig) Lipcse, 1871. augusztus 13. - Berlin, 1919. január 15.) egy német származású marxista politikus, ügyvéd, és forradalmár volt. Édesapja (Wilhelm Liebknecht) szintén marxista beállítottságú politikus, 1891-ben a Szociáldemokrata Párt egyik alapító tagja volt. Karl Liebknecht, Leo Jogiches-el és Rosa Luxemburg-al részt vállalt a berlini spartakista felkelésben. Friedrich Ebert a Szociáldemokrata Párt elnöke, valamint német kancellár azonban vérbe fojtotta a felkelést, vezetőit (Liebknecht-et is beleértve) pedig mind egy szálig kivégeztette.[11]
- Rosa Luxemburg (Zamość, Kongresszusi Lengyelország, 1870. vagy 1871. március 5. – Berlin, 1919. január 15., lengyelül: Róża Luksemburg) lengyel születésű marxista politikai gondolkodó, szocialista filozófus és forradalmár volt. A lengyelországi és litvániai szociáldemokrata párt teoretikusa, majd a német szociáldemokraták (SPD) politikusa, később tagja lett a Független Szociáldemokrata Pártnak (USPD) is. Ő alapította „A vörös zászló” (Die Rote Fahne) című újságot. Miután az SPD támogatta Németország belépését az első világháborúba, Karl Liebknechttel együtt megalapított egy forradalmi tömörülést, a Spartakus-szövetséget (Spartakusbund), amely a későbbi német kommunista párt magját képezte. A csoport részt vett a sikertelen 1919-es berlini forradalmi kísérletben is, amelyet a megmaradt monarchista hadsereg és a jobboldali szabadcsapatok (Freikorps) fojtottak el. Sok száz embert elfogtak, megkínoztak, majd kivégeztek. Haláluk óta Rosa Luxemburg és Karl Liebknecht a marxizmus mártírjainak számítanak. Napjainkban követői a luxemburgista mozgalom tagjai.
- Gustav Stresemann (Berlin, 1878. május 10. – Berlin, 1929. október 3.) német liberális politikus, és államférfi. A weimari köztársaság idején német birodalmi kancellár, és külügyminiszter volt. 1918-tól haláláig a Német Néppárt elnöke, 1923-tól 1929-ig a weimari köztársaság külügyminisztere volt. Munkássága alatt főként a pénzügyi stabilitásra és az elértéktelenedés visszaszorítására törekedett.[12] Már 28 éves korában a Reichstag és a Német Nemzeti Liberális Párt (1919-től Német Néppárt) tagja volt. 1926-ban tevékenységét Nobel-békedíjjal jutalmazták. Nem örülhetett sokáig az elismerésnek, mert 1928-ban szívszélütést kapott, és 51 éves korában elhunyt.[12][13]
- Gabriele D’Annunzio (1863. március 12. – 1938. március 1.) olasz író, újságíró, katona.
- Paolo Boselli  hallgat (Savona, 1838. június 8. – Róma, 1932. március 10.) olasz államfő, az Olasz Királyság huszonkettedik miniszterelnöke volt, az első világháború során a második. Vezetése alatt üzent hadat az olasz kormány a Német Birodalomnak.
- Vittorio Emanuele Orlando  hallgat (Palermo, 1860. május 19. – Róma, 1952. december 1.) olasz kormányfő, az Olasz Királyság huszonharmadik miniszterelnöke, az első világháború után, a „négy nagy” egyikeként ő képviselte az olasz érdekeket a Párizs környéki békeszerződések megalkotása során, így a versailles-i és a trianoni békekonferencián is. Magyarországgal szemben jóval kedvezőbb volt a politikája az antant többi képviselőjénél. Mivel Orlandónak nem sikerült az olasz érdekeket az elvárásoknak megfelelően érvényesítenie, 1919. június 19-én lemondásra kényszerült. A háborút követően, a fasizmus kiismerése után visszavonult a politikától és abban csak a második világháború végétől vállalt újra szerepet.
- Alekszander Kerenszkij (orosz betűkkel: Александр Фёдорович Керенский; Szimbirszk, 1881. május 4. – New York, 1970. június 11.) orosz mérsékelt szocialista és polgári politikus. Az 1917-es februári forradalom során jelentős népszerűségre tett szert és hamarosan az ország miniszterelnöke, valamint a fegyveres erők főparancsnoka lehetett. Kormánya azonban nem tudott megfelelni a társadalmi elvárásoknak és fokozatosan elveszítette a népszerűségét. A bolsevikok ellen való fordulása jelentősen hozzájárult az 1917-es októberi orosz forradalom kitöréséhez és saját bukásához. Ezt követően száműzetésbe kényszerült.
- Vlagyimir Iljics Lenin[14] (oroszul: Владимир Ильич Ленин  meghallgat (sz. Vlagyimir Iljics Uljanov (Ульянов), (Oroszország, Szimbirszk, 1870. április 22. (április 10. a régi orosz naptár szerint) – 1924. január 21., Gorki) orosz nemzetiségű szovjet államférfi, a Szovjetunió első vezetője, marxista gondolkodó, a leninizmus névadója. A „Lenin” név az egyik forradalmi álneve volt. Ennek eredetéről több elmélet is létezik; ő maga soha nem tisztázta, hogy miért választotta ezt a nevet. Valószínűleg a Léna folyóhoz van köze, ahogyan egy másik orosz marxista, Georgij Valentyinovics Plehanov álneve „Volgin” volt a Volga folyó alapján. Az elmélet alapján Lenin azért választotta a Léna folyót, mert hosszabb, és a Volgával ellenkező irányba folyik, ugyanakkor Lenin abban az időben nem volt Plehanovval ellentétben. Azt is gondolták, hogy a Léna folyó melletti száműzetéséhez van köze, de azt is megelőzi a névválasztás. A nyugati antikommunista irodalom gyakran „Nyikolaj Lenin” néven emlegeti, ami az eredeti álneve volt, azonban nem ezen a néven vált ismertté. A „Nyikolaj” álnevet azért választhatta, mert nagyon gyakran használt orosz keresztnév.
- Alexandru Averescu (Babele, 1859. március 9. – Bukarest, 1938. október 3.) román nemzetiségű katonatiszt az első világháború idején, később miniszterelnök.
- Nikola Pašić (1845. december 18. - 1926. december 10.) jugoszláv (szerb) politikus, diplomata. Negyven éven keresztül a szerb politikai élete meghatározó alakja.
- İsmail Enver, ismertebb nevén Enver pasa vagy Enver bey (1881. november 22. – 1922. augusztus 4.) oszmán katonatiszt, az ifjútörökök vezetője, az első Balkán-háború és az első világháború alatt a birodalom irányító egyénisége.

### Tábornokok, tengernagyok
- Moritz Auffenberg von Komarów németül: Moritz Freiherr von Auffenberg, Graf von Komarów (Troppau, Csehország, 1852. május 22. – Bécs, 1928. május 18.) a Császári és Királyi Hadsereg gyalogsági tábornoka, majd az Osztrák–Magyar Monarchia hadügyminisztere volt. Az első világháború kitörésekor a 4. hadsereg vezetésével bízták meg.
- Franz Conrad von Hötzendorf vezérkari főnök parancsát követve az addig sikeres Auffenberg jelentős veszteségeket szenvedett. Hötzendorf a saját hibáját Auffenbergre hárította, akit ezért eltávolítottak 4. hadsereg éléről. 1915-ben korrupcióval gyanúsították meg. Bár az ellene indított eljárás végén felmentették, de az ügy véget vetett katonai karrierjének. 1928. május 18-án hunyt el Bécsben.[15]
- Habsburg–Tescheni Frigyes (Erzherzog Friedrich Maria Albrecht Wilhelm Karl von Österreich), (Gross-Seelowitz, Morvaország, 1856. június 4. – Magyaróvár, 1936. december 30.) osztrák főherceg, magyar királyi herceg, Teschen hercege, császári és királyi tábornagy, 1914-től 1917-ig az Osztrák–Magyar Monarchia haderejének főparancsnoka.
- Franz Conrad von Hötzendorf (Franz Graf Conrad von Hötzendorf), (Penzing (Bécs), 1852. november 11. – Bad Mergentheim (Württemberg), 1925. augusztus 25.), osztrák katonatiszt, császári és királyi tábornagy, (k.u.k. Feldmarschall), 1906–1917 között az Osztrák–Magyar Monarchia haderejének vezérkari főnöke. 1878-tól báró (Freiherr), 1918-tól gróf.
- Arthur Arz von Straussenburg (Arthur Freiherr Arz von Straussenburg), (Nagyszeben, 1857. június 16. – Budapest, 1935. július 1.) erdélyi szász származású magyar katonatiszt, császári és királyi vezérezredes, az első világháború sikeres katonai vezetője, 1917–18-ig az Osztrák–Magyar Monarchia haderőinek vezérkari főnöke.
- Horthy Miklós (Kenderes, 1868. június 18. – Estoril, Portugália, 1957. február 9.) az Osztrák–Magyar Haditengerészet tengerésztisztje, 1909–1914 között Ferenc József szárnysegédje, ellentengernagyként a flotta utolsó főparancsnoka volt. Az uralkodó a világháború végén altengernaggyá léptette elő. Az első világháborút követő proletárdiktatúra összeomlása után megszilárdította az államhatalmat. 1920. március 1-jétől 1944. október 16-áig ő volt a Magyar Királyság kormányzója. Portugáliai emigrációban halt meg 1957-ben. 1993. szeptember 4-én temették újra Kenderesen.
- Harry Hill Bandholtz (Constantine, Michigan, 1864. – Constantine, Michigan, 1925. május 11.) amerikai tábornok, az első világháború után az amerikai katonai misszió parancsnoka Magyarországon. 1919. október 5-én megakadályozta, hogy a megszálló román csapatok kifosszák a Magyar Nemzeti Múzeumot.
- Hunter Liggett
- John Pershing (Laclade, 1860. szeptember 13. – Washington, 1948. július 15.) amerikai tábornok, az amerikai expedíciós csapatok főparancsnoka az első világháborúban, Pulitzer-díjas író.
- David Beatty (Nantwich, Cheshire (1871. január 17. - London, 1936. március 11.) brit tengernagy, a Brit Királyi Haditengerészet vezérkari főnöke 1919-1927 közt.
- Douglas Haig (Edinburgh, 1861. június 19. – London, 1928. január 29.) angol tábornok, az első világháború alatt előbb a Brit Expedíciós Haderő I. hadtestének, majd 1915-től a brit erők főparancsnoka a nyugati fronton. 1916-ban ő irányította a somme-i csatát, ahol a brit csapatok igen jelentős veszteségeket szenvedtek a jól megerősített német állások ellen végrehajtott roham során. Haig a veszteségek ellenére sem állította le a támadást, és amiatt a háború után a "somme-i mészáros" gúnynevet adták neki.[16]
- Frederick Sykes
- Louis Franchet d’Espèrey
- Ferdinand Foch (Tarbes, Franciaország, 1851. október 2. – Párizs, 1929. március 20.) francia katonatiszt, marsall.
- Joseph Joffre (Rivesaltes (Languedoc-Roussillon), 1852. január 12. – Párizs, 1931. január 3.) francia tábornok, akadémikus.
- Henri Philippe Pétain (Cauchy-a-la-Tour, 1856. április 24. – Port Joinville, 1951. július 23.) francia marsall, az első világháború hadvezére, 1934-ben rövid ideig hadügyminiszter, 1940-ben rövid ideig Franciaország miniszterelnöke, 1940–1944 között a Vichy-Franciaország köztársasági elnöke.
- Maxime Weygand (1867. január 21. – 1965. január 28.) francia tábornok, az első világháború és a második világháború veteránja. A második világháború kitörése után, 1940-ben még felvette a harcot a német csapatokkal, de később megadta magát, majd a Vichy-kormány alatt a németekkel kollaborált.
- Erich von Falkenhayn (Burg Belchau, 1861. november 11. – Schloss Lindstedt, 1922. április 8.) német tábornok és katonapolitikus, 1913 és 1915 között a Német Birodalom hadügyminisztere volt. Az első világháború idején, 1914 és 16 között ő látta el a császári német hadsereg főparancsnoki tisztségét. Vezérkari főnökként nem teljesen sikerült megvalósítani elképzeléseit. Meggyőződése volt, hogy a háború egyedül nyugati fronton nyerhető meg az ellenfél haderejének felőrlésével, azonban stratégiája túlságosan védekező jellegűnek bizonyult a keleti fronton. Ennek ellenére a nyugati fronton sem tudott áttörést elérni, amely leváltásához vezetett. Nevéhez kötődik a jelentős számú áldozatot követelő verduni csata is. Emellett jelentős szerepet játszott a Szerbia és a Románia elleni győzelemben. Különösen az utóbbiban bebizonyította rátermettségét harctéri parancsnokként.
- Paul von Hindenburg (Posen (ma: Poznań), 1847. október 2. – Neudeck, 1934. augusztus 2.) német tábornok és nemzeti hős, az első világháború után a weimari köztársaság birodalmi elnöke. Polgárháborútól tartva 1933. január 30-án kinevezte Adolf Hitlert kancellárrá. Az idős államfő nem tudott ellenállni a nemzetiszocialisták egyre nagyobb befolyásának, azonban olyannyira tisztelt nemzeti hős volt, hogy még Hitler sem merte eltávolítani. 1934. augusztus 2-án bekövetkező halálával teljesen megszűnt az alkotmányos kormányzás Németországban, melyet Adolf Hitler korlátlan hatalma követett.
- Erich Ludendorff (Kruszewnia, 1865. április 9. – München, 1937. december 20.) az I. világháború egyik vezető német tábornoka; puccsista, a nemzetiszocialista párt képviselője a Reichstagban, vallásalapító.
- August von Mackensen (Haus Leipnitz, Wittenberg megye, Poroszország (ma: Trossin, (Szászország), 1849. december 6. – Burghorn, ma: Habighorst (Alsó-Szászország), 1945. november 8.). Szászországi születésű porosz királyi katonatiszt, majd német császári tábornagy, sikeres első világháborús hadvezér.
- Helmuth von Moltke (Gersdorf, 1848. május 25. – Berlin, 1916. június 18.) német katonatiszt, vezérezredes, 1906–1916-ig a német császári hadsereg vezérkari főnöke. Nagybátyjától, Helmuth Karl Bernhard von Moltkétől való megkülönböztetésül gyakran „az ifjabb Moltke”-ként hivatkoznak rá (Moltke der Jüngere).
- Maximilian von Spee
- Alfred von Tirpitz (Küstrin, 1849. március 19. – Ebenhausen, 1930. március 6.) német admirális, a Német Császári Haditengerészet vezetője 1916-ig, a korlátlan tengeralattjáró háború egyik fő kidolgozója. Neve összeforr a német flotta fejlesztési programmal. 1849-ben született értelmiségi családban, Frankfurtban járt polgári iskolába, majd 1865-ben belépett a haditengerészet Kieli kadétiskolájába. Gyorsan emelkedve a ranglétrán fiatalon már a hadiflotta tisztikarában találta magát. 1911-től Flottaadmirális és az első világháború kitörésével kinevezik a Német Császári Hadiflotta parancsnokává.
- Armando Diaz (1861. december 5. – 1928. február 29.) olasz tábornok és olasz főparancsnok az első világháború idején.
- Luigi Capello
- Alekszej Alekszejevics Bruszilov (oroszul Алексей Алексеевич Брусилов) (* Tiflisz, Grúzia, 1853. augusztus 19. (az új Gergely-naptár szerint augusztus 31.) – † Moszkva, 1926. március 17.), az orosz cári haderő tisztje, lovassági tábornok, első világháborús hadvezér. Újszerű taktikai eljárásai a legsikeresebb orosz harctéri parancsnokká tették. Neve az általa irányított 1916-os Bruszilov-offenzíva révén vált széleskörűen ismertté.
- Anton Ivanovics Gyenyikin (Анто́н Ива́нович Дени́кин; 1872. december 16. – 1947. augusztus 8.) az Orosz cári hadsereg altábornagya, és az egyik legfontosabb fehér tábornok volt az orosz polgárháborúban.
- Alekszandr Kolcsak (oroszul: Александр Васильевич Колчак; Szentpétervár, 1874. november 4. – Irkutszk közelében, 1920. február 7.) orosz katonatiszt, az orosz flotta tengernagya, később az oroszországi polgárháborúban a fehér gárda egyik vezetője.
- Lavr Georgijevics Kornyilov
- Pjotr Nyikolajevics Vrangel
- Alexandru Averescu (Babele, 1859. március 9. – Bukarest, 1938. október 3.) román nemzetiségű katonatiszt az első világháború idején, később miniszterelnök.
- Kemal pasa Mustafa Kemal Atatürk (Selânik, Oszmán Birodalom, 1881. március 12. (május 19.)[17] – Isztambul, Törökország, 1938. november 10.), 1934. november 24-éig Gazi Mustafa Kemal Paşa (a gazi szó jelentése: hős) török katona és államférfi, a török függetlenségi háború hőse (ezért kapta a Gazi nevet), a Török Köztársaság megalapítója és első elnöke. 1934-ben a Török Nemzeti Országgyűlés adományozta neki vezetéknevét, melynek jelentése: a törökök atyja. Pályafutását katonaként kezdte, az ő nevéhez fűződik a törökök Gallipolinál aratott győzelme és az aleppói 7. hadsereg sikere az első világháborúban. A háború után erősen ellenezte a sèvres-i békeszerződés megkötését, mely csupán Anatólia egyes területeit hagyta volna meg a törökök számára. Az 1919–23-as török függetlenségi háború alatt fokozatosan kiszorította az országból a görög, olasz, francia és brit csapatokat, felszámolta a lázadásokat, eltörölte a szultánságot, majd 1923. október 29-én kikiáltották a köztársaságot. A köztársaság létrejötte után gazdasági, kulturális és szociális reformokat vezetett be. Ő volt az ország egyetlen politikai pártjának, a Köztársasági Néppártnak az elnöke, a parlament első házelnöke, az első köztársasági elnök és az első miniszterelnök is. Törökországban valóságos kultusza bontakozott ki már életében, mely a mai napig tart.
- Enver pasa (1881. november 22. – 1922. augusztus 4.) oszmán katonatiszt, az ifjútörökök vezetője, az első Balkán-háború és az első világháború alatt a birodalom irányító egyénisége.

### Egyéb fontos személyek
- Ferenc Ferdinánd főherceg (Franz Ferdinand Karl Ludwig Josef von Habsburg-Lothringen, Erzherzog von Österreich-Este) (Graz, 1863. december 18. – Szarajevó, 1914. június 28.) osztrák főherceg, 1896-tól az Osztrák–Magyar Monarchia trónörököse. Az életét kioltó szarajevói merénylet az első világháborút kirobbantó eseménynek tekinthető.
- Gavrilo Princip (cirill írással Гаврило Принцип) (Obljaj, 1894. július 25., – 1918. április 28., Theresienstadt, akkori Osztrák–Magyar Monarchia, ma Terezín, Csehország) az első világháborút formálisan kirobbantó, Ferenc Ferdinánd elleni Szarajevóban elkövetett merénylet végrehajtója.
- Kun Béla (szül. Kohn Béla, Lele, 1886. február 20. – Moszkva, 1938. augusztus 29. vagy 1939. november 30.) újságíró, kommunista politikus, a magyarországi Tanácsköztársaság tényleges vezetője. Külügyi és hadügyi népbiztos volt. 1920-ban Moszkvába emigrált.
- Edvard Beneš[18] (Kožlany, 1884. május 28. – Sezimovo Ústí, 1948. szeptember 3.) cseh politikus, Csehszlovákia második, vitatott megítélésű elnöke, Csehszlovákia létrehozásának legerőteljesebb hirdetője és megvalósítója. Külpolitikai tevékenysége nagymértékben hozzájárult Magyarország világháborúkban betöltött szerepének hátrányos megítéléséhez, és a trianoni békeszerződésben meghatározott területvesztéseihez.
- Tomáš Garrigue Masaryk hallgat (Hodonín, 1850. március 7. – Lány, 1937. szeptember 14.) cseh filozófus, politikus, Csehszlovákia egyik alapítója és első elnöke.
- Jean Jaurès, teljes nevén Auguste Marie Joseph Jean Léon Jaurès (Castres, 1859. szeptember 3. - Párizs, 1914. július 31.) a francia szocializmus egyik legjelentősebb politikusa, humanista és egyben filozófus is volt. Kiváló szónokként kiállt a „gyengébbek” védelmében, így feltűnt a bányász sztrájkok és a Dreyfus-per során is. 1914-ben - háborúellenessége miatt - merénylet áldozata lett.
- I. Fejszál iraki király, teljes nevén Fajszal ibn Huszajn ibn Ali al-Hásimí  (arabul: فيصل بن حسين Fayṣal ibn Ḥusayn , 1883. május 20. – 1933. szeptember 8.) Huszajn mekkai serif harmadik fia, arab emír és nemzeti vezető, rövid ideig Nagy-Szíria uralkodója, majd 1921-től 1933-ig Irak királya volt. Hásimita lévén Mohamed próféta leszármazottja.
- Walther Rathenau
- Grigorij Jefimovics Raszputyin (oroszul: Григо́рий Ефи́мович Распу́тин) (1869. január 22. (régi naptár szerint január 10.) – 1916. december 29.) orosz szerzetes, aki életének utolsó éveire nagy befolyást gyakorolt a cári családra: „minden oroszok cárjára”, II. Miklósra, nejére Alexandra cárnéra és egyetlen fiukra, a beteg Alekszej cárevicsre.
- Lev Davidovics Trockij született Bronstein (Лев Давидович Троцкий; Janovka, Oroszország, 1879. november 7. – Mexikóváros, Mexikó, 1940. augusztus 21.) zsidó származású orosz-szovjet marxista politikus, forradalmár, az 1905-ös oroszországi forradalom, majd az 1917-es októberi orosz forradalom egyik vezéralakja, a Vörös Hadsereg megalapítója.

## Lásd még
- Első világháború